# Гаплогруппа I5c (мтДНК)
Гаплогруппа I5c — гаплогруппа митохондриальной ДНК человека.

## Описание
Гаплогруппа I5c относится к митохондриальной ДНК (мтДНК) и является частью более крупной гаплогруппы I5, которая входит в макрогаплогруппу N — одну из основных линий, распространённых среди населения Евразии. Эта редкая ветвь представляет интерес для генетиков и антропологов, так как её распространение связано с древними миграциями и взаимодействиями различных народов.
I5c появилась около 11.000 лет назад в период раннего неолита, вероятно, на территории Анатолии или Южного Кавказа. Этот период совпадает с переходом человеческих обществ к земледелию. Носители гаплогруппы, по-видимому, были среди первых земледельцев, мигрировавших из Плодородного Полумесяца в двух основных направлениях: 1) На запад - через Балканы в Южную Европу 2) На север - через Кавказские горы в степную зону.

## Палеогенетика
- Идентификатор __ археология (могильник) __ География (регион, страна) __ Дата (BCE, BP, лаб.код) __ Пол (муж/жен) __ Гаплогруппы (Y-ДНК # мтДНК).

### Бронзовый век
Западноанатолийские культуры
- I5735 | YE-YA’16 - 2 __ Yassıtepe Höyük __ Измир (ил), Эгейский регион, Турция __ 3100-2850 BCE (4925±72 BP) __ Ж __ I5c1.[1]

Доисторическая Грузия
- geo029 | N 14 / map number 46 __ Didnauri[англ.] __ Дедоплисцкаройский муниципалитет, Кахетия, Грузия __ 1220-1016 calBCE (2932±28 BP, Ua-65812) __ М __ R1b1a2a2 # I5c.[2]

Лчашен-мецаморская культура
- RISE408 | #6 __ Norabak __ Норабак, Гехаркуникская область, Армения __ 1212-1010 calBCE (2908±32 BP, UBA-27939) __ М __ J-L283 # I5c > I5c2*.[3][4]

Межовская культура
- RISE525 | Square R-8, depth −4/-10 __ Капова пещера __ Бурзянский район, Башкортостан, Россия __ 1300-800 BCE __ М __ R-Z645 # I5c.[3]

### Железный век
Архаическая Греция
- I20266 | 19DDM02-Ind. 1 + I20229 | 19DDM05 __ Değirmendere __ Ятаган (Мугла), Турция __ 750-480 BCE (2565±78 BP) __ Ж __ I5c1.[1]

### Средние века
Авары
- AHP231 __ Csákberény Orondpuszta (grave 390) __ Фейер (медье), Венгрия __ VII век __ Ж __ I5c1.[5]

## Публикации
2015
- Allentoft ME, Sikora M, Sjögren KG, et al. (June 2015). Population genomics of Bronze Age Eurasia. Nature. 522 (7555): 167–172. doi:10.1038/nature14507. PMID 26062507.

2017
- Margaryan A, Derenko M, Hovhannisyan H, et al. (July 2017). Eight Millennia of Matrilineal Genetic Continuity in the South Caucasus. Current Biology. 27 (13): 2023-2028.e7. doi:10.1016/j.cub.2017.05.087. PMID 28669760.

2022
- Lazaridis I, Alpaslan-Roodenberg S, Acar A, et al. (August 2022). The genetic history of the Southern Arc: A bridge between West Asia and Europe. Science. 377 (6609): eabm4247. doi:10.1126/science.abm4247. PMC 10064553. PMID 36007055.

2023
- Koptekin D, Yüncü E, Rodríguez-Varela R, et al. (January 2023). Spatial and temporal heterogeneity in human mobility patterns in Holocene Southwest Asia and the East Mediterranean. Current Biology. 33 (1): 41-57.e15. doi:10.1016/j.cub.2022.11.034. PMC 9839366. PMID 36493775.

2024
- Gerber D, Csáky V, Szeifert B, et al. (December 2024). Ancient genomes reveal Avar-Hungarian transformations in the 9th-10th centuries CE Carpathian Basin. Science Advances. 10 (51): eadq5864. doi:10.1126/sciadv.adq5864. PMC 11654671. PMID 39693417.